# Het betoverde dierenbos
Het betoverde dierenbos is een  stripverhaal uit de reeks van Jerom. Het hoort bij de "Groene Reeks (De gouden stuntman)" en de eerste druk is van 1978.

## Locaties
- Morotari-burcht, sprookjeswoud, kasteel, hut van de heks

## Personages
- Jerom, tante Sidonia, Odilon, professor Barabas, president Arthur, leden Morotari, Langbaard en andere kabouters, jagers, dieren, heks

## Uitvindingen
- Telescherm, ijzeren slang

## Het verhaal
President Arthur roept de ridderraad bijeen, want er komt een onbekend vliegend voorwerp op de Morotari-burcht af. Het blijkt een vliegende paddenstoel met daarin een kabouter en hij vertelt dat ver achter de bergen een sprookjeswoud ligt waarin kabouters en dieren nog in vrede leven. Jagers hebben de glazen bol van de heks gestolen en via het telescherm zien de vrienden dat de jagers alle kabouters hebben gevangengenomen. Jerom en Odilon nemen Langbaard mee op de motor en vliegen naar een kasteel, waar ze zien dat de jagers de kabouters naar binnen brengen. De vrienden worden echter door grote vogels gegrepen en naar de hut van de heks gebracht. Die vertelt dat haar glazen bol ook in het kasteel is en stelt voor om konijnen een onderaardse gang naar het kasteel te laten maken.
Jerom zegt dat ze beter de atoomstraal van de motor kunnen gebruiken en al snel is er een gang. De dieren verstoppen zich in de gang, zodat zij niet door de jagers gevangengenomen kunnen worden. In de Morotari-burcht wordt alles gevolgd via het telescherm en professor Barabas besluit een ijzeren slang af te schieten om te helpen. De jagers zijn verbaasd dat ze geen dieren kunnen vinden en worden dan aangevallen door de ijzeren slang. Jerom bevrijdt de kabouters en laat het kasteel instorten. Dit zorgt ervoor dat de toverbol breekt en de toverkracht terugkomt. Het paddestoelpaleis verschijnt uit de grond. De jagers worden door de bomen gegrepen en de heks betovert hen, zodat hun karakter verandert en ze leuk met de dieren omgaan.